# Pyrrosia drakeana
Pyrrosia drakeana là một loài thực vật có mạch trong họ Polypodiaceae. Loài này được (Franch.) Ching miêu tả khoa học đầu tiên năm 1935.